# Dècada del 1120

## Esdeveniments
- Creació de l'orde dels templers
- Apareix el llapis de grafit
- Guerra entre el Papa i l'emperador (guerra de les investidures)
- Constantinoble es converteix en la ciutat més gran del món
- Sorgeix el paper moneda a la Xina

## Personatges destacats
- Enric V, emperador del Sacre Imperi Romanogermànic (1111-1125).
- Pere Abelard